# Système des douze niveaux de rang
Le système des douze niveaux de rang (冠位十二階, Kan'i Jūnikai), établi en 603, est le premier de ce qui allait être plusieurs systèmes de plafonnement de postes équivalents établis au cours de la période Asuka de l'Histoire du Japon. Il est adapté de systèmes similaires déjà en place au cours de la dynastie Sui de Chine, à Paekche et Koguryŏ. Les fonctionnaires portent des casquettes de soie décorées d'or et d'argent, ainsi qu'une plume qui indique leur rang. Dans ce système des douze niveaux de rang, les rangs se distinguent par un plus ou moins grand niveau de chacune des six vertus confucéennes : vertu (徳, toku), bienveillance (仁, jin), propriété (礼, rei), sincérité (信, shin), justice (義, gi) et connaissance (智, chi).
Le système des douze niveaux de rang est remplacé en 647.

## Innovations
La principale distinction entre ce nouveau système et l'ancien système kabane par lequel le rang d'une personne est déterminé sur la base de l'hérédité, est que le système de plafonnement du rang permet une promotion fondée sur le mérite et la réussite individuelle. L'un des exemples les plus connus de promotion au sein du système de plafonnement de rang est celui d'Ono no Imoko. Lorsque ce dernier est envoyé comme émissaire auprès de la cour des Sui en 607, son rang est celui de « Plus Grande Propriété » (5e rang) mais il est finalement promu au rang de « Plus Grande Vertu » à cause de ses succès, en particulier au cours de son deuxième voyage auprès des Sui en 608.

## Rangs et couleurs
Le tableau ci-dessous répertorie les différents rangs et les couleurs que l'on croit avoir été assignées à chacun d'eux.
| Rang | Kanji | Romaji | Français |

| 1 | 大徳 | Daitoku | Plus grande Vertu |

| 2 | 小徳 | Shōtoku | Moindre Vertu |

| 3 | 大仁 | Daijin | Plus grande Bienveillance |

| 4 | 小仁 | Shōjin | Moindre Bienveillance |

| 5 | 大礼 | Dairei | Plus grande Propriété |

| 6 | 小礼 | Shōrei | Moindre Propriété |

| 7 | 大信 | Daishin | Plus grande Sincérité |

| 8 | 小信 | Shōshin | Moindre Sincérité |

| 9 | 大義 | Daigi | Plus grande Justice |

| 10 | 小義 | Shōgi | Moindre Justice |

| 11 | 大智 | Daichi | Plus grande connaissance |

| 12 | 小智 | Shōchi | Moindre connaissance |

## Source de la traduction
- (en) Cet article est partiellement ou en totalité issu de l’article de Wikipédia en anglais intitulé « Twelve Level Cap and Rank System » (voir la liste des auteurs).